# 雷斯特 (堪薩斯州)
雷斯特（英語：Rest）是位於美國堪薩斯州威爾遜縣科爾法克斯鎮區的一個非建制地區。

## 地理
雷斯特所處的海拔為高於海平面296米（即971英呎），而該地所採用的時區為UTC-6，即北美中部時區（CST）。同時該地設有夏令時間，為UTC-6調快一小時，即UTC-5（CDT）。